# 바카우
바카우(영어: Bakau)는 감비아의 도시로 인구는 72,039명(2012년 기준)이다. 감비아의 수도인 반줄 서쪽에 위치하며 대서양 연안과 접한다.